# Miko
Miko je moško osebno ime ali tudi priimek Miko.

## Izvor imena
Ime Miko je različica moškega osebnega imena Miklavž.

## Pogostost imena
Po podatkih Statističnega urada Republike Slovenije je bilo na dan 31. decembra 2007 v Sloveniji število moških oseb z imenom Miko: 22.

## Osebni praznik
Osebe z imenom Miko lahko godujejo takrat kot osebe z imenom Miklavž.